# Orde van Santa-Rosa en de Beschaving van Honduras

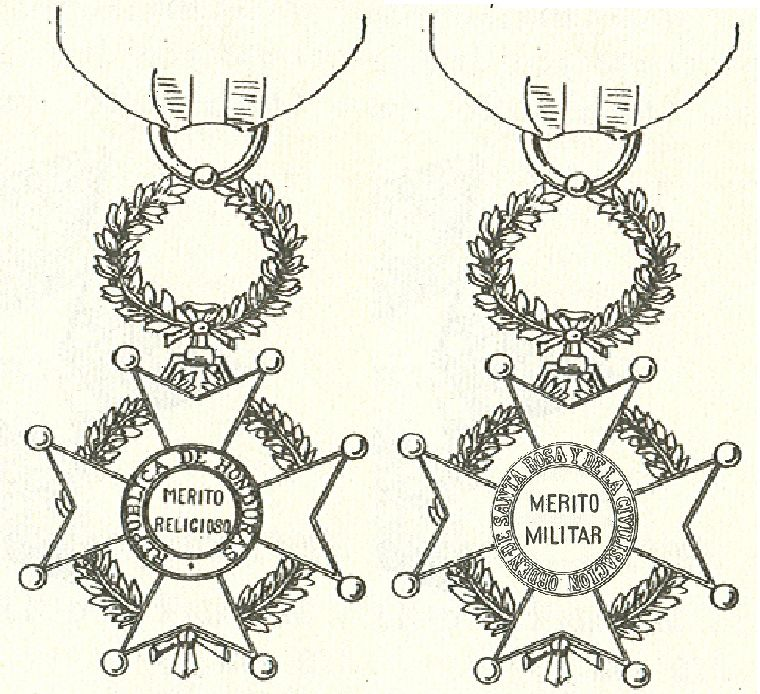
De kruisen voor religieuze en militaire verdienste van de IIIe, IVe en Ve klasse

De Orde van Santa-Rosa en de Beschaving van Honduras werd op 21 februari 1868 bij decreet door  President José María Medina (1864-1872) van Honduras ingesteld. 
Deze Ridderorde heeft vijf graden. De Orde wordt voor "Merito Civil", Merito Militar" of "Merito Religioso" uitgereikt. De aard van de verdienste wordt op de keerzijde van het medaillon vermeld.Bij de IIIe en IVe klasse staat de aard van de verdienste op de voorzijde beschreven.
Het lint is donkerrood met een centrale blauw-wit-blauwe streep.
Graden van de Orde
- Ridder-Grootkruis

Een Ridder-Grootkruis draagt aan een breed lint over de rechterschouder een kruis met een krans van eiken- of olijfbladeren. Het medaillon van de ster toont het wapen van Honduras en op de ring van het kruis dat op de zilveren ster is gelegd staan de woorden "DIOS.HONOR.PATRIA". De ster wordt op de linkerborst gedragen.
- Ridder-Grootofficier

Ook het aan een lint om de hals gedragen kleinood van de Ridder-Grootofficier draagt een krans van eiken- of olijfbladeren. Op de ring van de iets kleinere zilveren ster staan de woorden "DIOS.HONOR.PATRIA". 
- Ridder-Commandeur

De Ridder-Commandeur draagt een kruis met het wapen van Honduras in het medaillon aan een lint om de hals.
- Ridder-Officier

De Ridder-Officier draagt het kruis aan een lint met rozet op de linkerborst.
- Ridder

De Ridder draagt het kruis aan een lint met rozet op de linkerborst.
De versierselen van de Orde
Het achtpuntige gouden kruis heeft gouden ballen of briljanten op de punten. De armen zijn wit geëmailleerd en het gouden medaillon wordt door een groene ring met gouden letters omringd.
Als verhoging dient een groene lauwerkrans en in de armen van het kruis is een groene lauwerkrans aangebracht die met gouden lint bijeen wordt gebonden. 
Literatuur
- Maximilian Gritzner, "Handbuch der Ritter- und Verdienstorden" Leipzig 1893